# 卡帕克薩亞山
13°11′20″S 72°6′42″W / 13.18889°S 72.11167°W
卡帕克薩亞山（Capacsaya），是秘魯的山峰，位於該國東南部庫斯科大區，處於奇孔山西北面和普馬萬卡山以東，屬於安第斯山脈中烏魯潘帕山脈的一部分，海拔高度5,044米。